# Хајланд Лејк (Њу Џерзи)
Хајланд Лејк (енгл. Highland Lake) насељено је место без административног статуса у америчкој савезној држави Њу Џерзи.

## Демографија
По попису из 2010. године број становника је 4.933, што је 118 (-2,3%) становника мање него 2000. године.
| Група             | 2000.         | 2010.         |
| Белци             | 4.721 (93,5%) | 4.516 (91,5%) |
| Афроамериканци    | 55 (1,1%)     | 54 (1,1%)     |
| Азијати           | 24 (0,5%)     | 21 (0,4%)     |
| Хиспаноамериканци | 211 (4,2%)    | 295 (6,0%)    |
| Укупно            | 5.051         | 4.933         |